# Illinoia reticulata
Illinoia reticulata är en insektsart som först beskrevs av Mason, P.W. 1925.  Illinoia reticulata ingår i släktet Illinoia och familjen långrörsbladlöss. Inga underarter finns listade i Catalogue of Life.